# Борн (лунный кратер)
Кратер Борн (лат. Born) — небольшой ударный кратер у восточного лимба видимой стороны Луны. Название дано в честь немецкого и британского физика-теоретика и математика, одного из создателей квантовой механики, Макса Борна (1882—1970) и утверждено Международным астрономическим союзом в 1979 г.

## Описание кратера
Ближайшими соседями кратера являются кратер Акоста на западе; небольшие кратеры Морли и Харгривс на северо-западе; крупный кратер Маклорен на севере; кратер Каптейн на юго-востоке; кратер Баркла на юге; маленький кратер Сомервиль и большой кратер Лангрен на юго-западе. Селенографические координаты центра кратера 6°03′ ю. ш. 66°50′ в. д. / 6,05° ю. ш. 66,83° в. д., диаметр 15,07 км, глубина 2,6 км.

Кратер имеет чашеобразную форму. Высота вала над окружающей местностью составляет 520 м. На северо-восточной части внутреннего склона кратера чередуются пятна и полосы с низким и высоким альбедо.

Кратер Борн включен в список кратеров с темными радиальными полосами на внутреннем склоне Ассоциации лунной и планетарной астрономии (ALPO).

До своего переименования в 1979 г. кратер назывался сателлитным кратером Маклорен Y.

## Сателлитные кратеры
Отсутствуют.